# Солдак, Катя
Катя Солдак (род. 1977, Харьков, Харьковская область, УССР, СССР) — американский журналист, режиссёр-документалист и автор украинского происхождения. Является редакционным директором международных изданий Forbes Media, специализирующихся на Восточной Европе и постсоветском пространстве.

## Биография
Родилась и выросла в Харькове, Украина. Во время посещения Харьковского национального педагогического университета имени Сковороды, Солдак работала на одном из первых независимых телеканалов[каком?] Украины 1990-х годов. С 2001 по 2003 год Катя Солдак училась в Колледже Эмерсон . В 2008 году она окончила Высшую школу журналистики Колумбийского университета со степенью магистра в области цифровых медиа.

## Карьера
После окончания университета Солдак начала работать журналистом, освещающим вопросы, связанные с Восточной Европой. Солдак работала в CBS News и различных новостных компаниях в Нью-Йорке, прежде чем начала свою карьеру в Forbes Media. Там она занимает должность главного редактора международных изданий Forbes Media, специализирующихся на Восточной Европе и всем, что связано с постсоветскими государствами. Её работы также можно увидеть в NewsBreak, Forbes Argentina, BEAMSTART и Forbes Ecuador.
20 декабря 2017 года Катя Солдак опубликовала мемуар-эссе «Вот как работает пропаганда» о её взрослении в СССР.
Катя Солдак является создателем и ведущей серии видео и подкастов «От социализма к капитализму» о жизни 1990-х годов в странах бывшего советского блока.
Катя Солдак сняла документальный фильм «Долгое прощание», вышедший в 2020 году.
С начала вторжения России на Украину в 2022 году, фильм приобрёл международную популярность благодаря десяткам кинопоказов, которые часто сопровождались дискуссиями и сбором средств для Украины в Северной Америке и Европе. Фильм был показан в университетах и правозащитных организациях, что вызвало дискуссии об Украине, военных преступлениях России в Украине и российской пропаганде на международном уровне. Ряд европейских теле каналов транслировали «Долгое прощание» в переводе на местные языки, такие как французский, немецкий, испанский, греческий, голландский, польский, русский и иврит.
С момента эскалации российского вторжения в Украину в 2022 году Солдак ежедневно освещает украинские новости. Солдак часто публично говорит о войне в Украине, украинской идентичности, СМИ и важности украинской точки зрения в освещении новостей.
Во время Всемирного экономического форума 2022 года в Давосе, Солдак модерировала панель «Защита свободы с линии фронта» с участием украинцев, удалённо подключающихся с поля боя, для Украинского дома в Давосе. В панели приняли участие Марина Бабчиницер, офицер-корреспондент оперативного батальона Национальной гвардии Украины; Егор Черниев, Малкольм Нэнс и Олег Сенцов. Во время Всемирного экономического форума 2023 года Солдак модерировала панель в Украинском доме в Давосе под названием «Защищая нашу свободу: украинская храбрость на передовой», в которой приняли участие юристы Егор Фирсов и Маси Найем, Юлия Паевская (Тайра) и Илья Самойленко (Гэндальф).
3 марта 2023 года Солдак приняла участие в «Ночи идей» («Night of Ideas») в Нью-Йорке, где рассказывала об украинской идентичности и своём опыте освещения войны.

## Личная жизнь
Солдак живёт и работает в Нью-Йорке со своей дочерью.